# Caso BCA contra Singh
El caso Asociación Quiropráctica Británica contra Simon Singh (BCA vs. Singh) fue un caso judicial por Ley de difamación del Reino Unido presentado en julio de 2008 por la Asociación Quiropráctica Británica contra el Dr. Simon Singh (1964-), causado por un artículo periodístico en que Singh criticaba a la asociación, específicamente por indicar que «alegremente promueve tratamientos engañosos» (“happily promote bogus treatments”).

## Antecedentes
El 19 de abril de 2008, el doctor Simon Singh (divulgador de ciencia y matemática), escribió en el diario The Guardian una columna de opinión acerca de la quiropraxia titulada «Beware the spinal trap» (que en inglés significa ‘cuidado con la trampa de la columna vertebral’, un juego de palabras con la banda ficticia británica Spın̈al Tap).
En ella indica que la BCA (asociación que nuclea a más de la mitad de los quiroprácticos de Gran Bretaña) «es la cara respetable de la profesión quiropráctica y promueve alegremente tratamientos engañosos porque son factualmente erróneos, difamatorios y dañinos para la reputación de la BCA».
El Dr. Singh se negó a retractarse.

## Primera instancia
En julio de 2008, la BCA inició el proceso por difamación contra Singh.
La defensa alegó que sus actos no constituyeron difamacíon alguna, sino por el contrario eran fair comment (término legal en inglés podría traducirse como crítica justa, legal o sana).
En la audiencia del 7 de mayo de 2009, las alegaciones del acusado fueron rotundamentes rechadas por el juez, bajo una controversial interpretación de los dichos del acusado.

## Apelación y retiro de demanda
En junio de 2009, el doctor Singh anunció que intentaría apelar el fallo, y el 14 de octubre se le garantizó la apelación. En abril de 2010, Singh ganó la apelación por confiar en el derecho a la crítica sana.
El 15 de abril de 2010, BCA retiró oficialmente su demanda, dando por finalizado el caso.
El mismo día emitió una declaración con los motivos de la retirada.

## Consecuencias de la querella
La presentación de la querella por parte de la BCA fue criticada ampliamente por científicos y por parte de la opinión pública desde su inicio. Resultando en un furioso contraataque del público en general, un caso de efecto Streisand:
- Presentación de quejas formales por publicidad engañosa contra más de 500 quiroprácticos en un período de 24 horas;
- Una organización nacional de quiropráctica ordenó a sus miembros a cerrar sus sitios web, y los obligó a eliminar toda posible referencia a curaciones que no pueden cumplir;[11]
- Nature Medicine indicó que el caso había producido un gran apoyo a Singh, así como peticiones de reforma de la ley británica de difamación.[12]